# Ministère de la Conservation et de la Gestion des ressources hydriques
Le Ministère de la Conservation et de la Gestion des ressources hydriques (anglais : Departement of Conservation and Water Stewardship) est un ministère du conseil exécutif du Manitoba (en).
L'actuel ministre est Tracy Schmidt, députée de Rossmere.

## Liste des ministres
| N°                                                      | Nom                         | Dates                       | Dates                       | Parti                           | Premier ministre            |                             |
| Ministre de la Conservation                             | Ministre de la Conservation | Ministre de la Conservation | Ministre de la Conservation | Ministre de la Conservation     | Ministre de la Conservation | Ministre de la Conservation |
| ------------------------------------------------------- | --------------------------- | --------------------------- | --------------------------- | ------------------------------- | --------------------------- | --------------------------- |
| 1                                                       | Oscar Lathlin               | 5 octobre 1999              | 25 septembre 2002           | Nouveau Parti démocratique      | Gary Doer                   |                             |
| 2                                                       | Steve Ashton                | 25 septembre 2002           | 4 novembre 2003             | Nouveau Parti démocratique      |                             |                             |
| 3                                                       | Stan Struthers              | 4 novembre 2003             | 3 novembre 2009             | Nouveau Parti démocratique      |                             |                             |
| 4                                                       | Bill Blaikie                | 3 novembre 2009             | 3 octobre 2011              | Nouveau Parti démocratique      |                             |                             |
| Ministre du Développement durable                       |                             |                             |                             |                                 |                             |                             |
| 5                                                       | Cathy Cox                   | 3 mai 2016                  | 17 août 2017                | Parti progressiste-conservateur |                             |                             |
| 6                                                       | Rochelle Squires            | 17 août 2017                | 23 octobre 2019             | Parti progressiste-conservateur |                             |                             |
| Ministre de la Conservation et du Climat                |                             |                             |                             |                                 |                             |                             |
| 7                                                       | Sarah Guillemard            | 23 octobre 2019             | 18 janvier 2022             | Parti progressiste-conservateur |                             |                             |
| Ministre de l'Environnement, du Climat et des Parcs     |                             |                             |                             |                                 |                             |                             |
| 8                                                       | Jeff Wharton                | 18 janvier 2022             | 30 janvier 2023             | Parti progressiste-conservateur |                             |                             |
| Ministre de l'Environnement et du Climat                |                             |                             |                             |                                 |                             |                             |
| 9                                                       | Kevin Klein                 | 30 janvier 2023             | 18 octobre 2023             | Parti progressiste-conservateur |                             |                             |
| Ministre de l'Environnement et du Changement climatique |                             |                             |                             |                                 |                             |                             |
| 10                                                      | Tracy Schmidt               | 18 octobre 2023             | en cours                    | Nouveau Parti démocratique      | Wab Kinew                   |                             |